# Bernhart Jähnig
Bernhart Jähnig (né le 7 octobre 1941 à Klagenfurt) est un historien allemand, archiviste et professeur d'université.

## Biographie
Après avoir été diplômé du lycée Albert-le-Grand de Cologne (de), Jähnig étudie l'histoire, l'allemand et la philosophie à l'Université de Cologne et à l'Université de Göttingen à partir de 1961. En 1966, il réussit le premier examen d'État pour le poste d'enseignant supérieur à Cologne. Avec une thèse de doctorat sous la direction d'Hermann Heimpel, il obtient son doctorat en 1968 à Göttingen; En 1970, il réussit l'examen d'État d'archives à l'école d'archives de Marbourg (de). En 1970, il devient évaluateur d'archives aux Archives d'État de Bückeburg (de). Depuis 1971 archiviste et archiviste principal du dépôt d'archives d'État de Göttingen (de), il s'occupe également occupé des fonds des archives historiques d'État de Königsberg jusqu'en 2006. De 1979 à 2006, il travaille aux archives d'État secrètes du patrimoine culturel prussien (de). Depuis 1989, il enseigne à l'Institut Friedrich-Meinecke (de) de l'Université libre de Berlin. Il est professeur honoraire depuis 2004.
De 1995 à 2007, Jähnig est co-rédacteur en chef de la revue Zeitschrift für Ostmitteleuropa-Forschung. De 1995 à 2010, il est président de la Commission historique pour la recherche d'État de Prusse-Orientale et Occidentale. Comme son prédécesseur Udo Arnold, il est l'un des plus grands connaisseurs de l'histoire de l'Ordre Teutonique.
De 2015 à 2021, il prend la présidence de l'association héraldique HEROLD, qu'il a déjà exercée entre 2006 et 2012.

## Enseignement
- Sciences auxiliaires historiques avec une référence particulière à la diplomatie
- Classement et paléographie
- Histoire régionale
- Études médiévales, en particulier l'Ordre teutonique en Prusse et en Livonie
- Ordres allemands
- Histoire savante et ecclésiastique de l'époque moderne

## Projets de recherche
- Cours et résidences de l'Ordre Teutonique en Prusse
- Bureaux et personnel de l'Ordre Teutonique en Prusse
- Histoire de l'archidiocèse de Riga

## Publications
- Preussens erstes Provinzialarchiv. Marburg 2006.
- Danzig vom 15. bis 20. Jahrhundert. Marburg 2006.
- Kirche und Welt in der frühen Neuzeit im Preussenland. Marburg 2007.
- 750 Jahre Königsberg. Marburg 2008.
- Musik und Literatur im frühneuzeitlichen Preußenland. Marburg  2009.
- Zum Innenleben des Deutschen Ordens in Preußen. Ergänzte Beiträge zum 80. Geburtstag in Auswahl. Nicolaus-Copernicus-Verlag, Münster/Westfalen 2021,  (ISBN 978-3-924238-60-5).

## Honneurs
- Prix de la culture de Prusse-Occidentale (de) (2009)